# Taxenne
Taxenne est une commune française située dans le département du Jura, dans la région culturelle et historique de Franche-Comté et la région administrative Bourgogne-Franche-Comté.
Ses habitants se nomment les Tassenois et Tassenoises.

## Géographie
La commune se situe sur le versant d’un coteau qui domine le ruisseau de la Vèze, affluent de l’Ognon.

### Climat
Pour des articles plus généraux, voir Climat de la Bourgogne-Franche-Comté et Climat du département du Jura.
En 2010, le climat de la commune est de type climat des marges montargnardes, selon une étude du Centre national de la recherche scientifique s'appuyant sur une série de données couvrant la période 1971-2000. En 2020, Météo-France publie une typologie des climats de la France métropolitaine dans laquelle la commune est exposée à un climat semi-continental et est dans la région climatique  Jura, caractérisée par une forte pluviométrie en toutes saisons (1 000 à 1 500 mm/an), des hivers rigoureux et un ensoleillement médiocre. 
Pour la période 1971-2000, la température annuelle moyenne est de 10,3 °C, avec une amplitude thermique annuelle de 17,1 °C. Le cumul annuel moyen de précipitations est de 1 017 mm, avec 13,2 jours de précipitations en janvier et 8,9 jours en juillet. Pour la période 1991-2020, la température moyenne annuelle observée sur la station météorologique de Météo-France la plus proche, « Cugney », sur la commune de Cugney à 16 km à vol d'oiseau, est de 11,2 °C et le cumul annuel moyen de précipitations est de 958,2 mm. 
La température maximale relevée sur cette station est de 40 °C, atteinte le 31 juillet 2020 ; la température minimale est de −17 °C, atteinte le 20 décembre 2009,,. 
Les paramètres climatiques de la commune ont été estimés pour le milieu du siècle (2041-2070) selon différents scénarios d'émission de gaz à effet de serre à partir des nouvelles projections climatiques de référence DRIAS-2020. Ils sont consultables sur un site dédié publié par Météo-France en novembre 2022.

## Urbanisme

### Typologie
Au 1er janvier 2024, Taxenne est catégorisée commune rurale à habitat dispersé, selon la nouvelle grille communale de densité à sept niveaux définie par l'Insee en 2022.
Elle est située hors unité urbaine. Par ailleurs la commune fait partie de l'aire d'attraction de Besançon, dont elle est une commune de la couronne,. Cette aire, qui regroupe 310 communes, est catégorisée dans les aires de 200 000 à moins de 700 000 habitants,.

### Occupation des sols
L'occupation des sols de la commune, telle qu'elle ressort de la base de données européenne d’occupation biophysique des sols Corine Land Cover (CLC), est marquée par l'importance des territoires agricoles (66,1 % en 2018), en augmentation par rapport à 1990 (65,1 %). La répartition détaillée en 2018 est la suivante : 
terres arables (37,8 %), forêts (33,9 %), prairies (26,2 %), zones agricoles hétérogènes (2,1 %). L'évolution de l’occupation des sols de la commune et de ses infrastructures peut être observée sur les différentes représentations cartographiques du territoire : la carte de Cassini (XVIIIe siècle), la carte d'état-major (1820-1866) et les cartes ou photos aériennes de l'IGN pour la période actuelle (1950 à aujourd'hui).

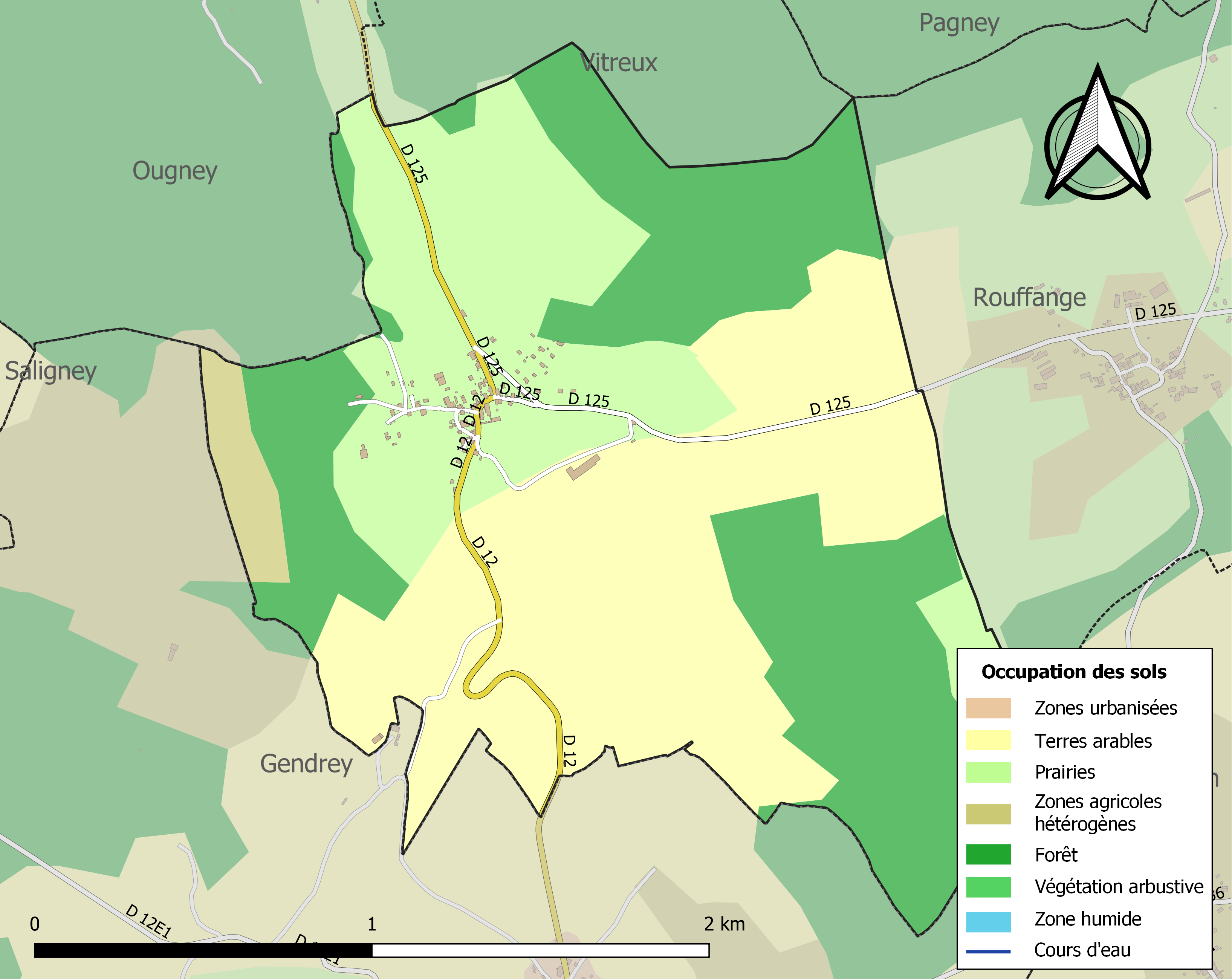
Carte des infrastructures et de l'occupation des sols de la commune en 2018 (CLC).

## Toponymie
Issue du gaulois taxo (blaireau), taxo a donné en bas-latin taxonaria qui deviendra, après l’amuïssement du x intervocalique, la « tanière », qui avant d'être celle du loup ou de l'ours était donc celle du blaireau.

## Histoire
Le château de Taxenne est une seigneurie datant de la fin XVIIe siècle. Description du Dictionnaire des communes de la Franche-Comté, par A. Rousset (1858):" Taxenne dépendait en toute justice de la prévôté de Gendrey, sauf un domaine appartenant à l'abbaye d'Acey, et quelques meix qui avaient été donnés à ce monastère par Viard de Pesmes et Guy de Vellescon et sur lesquels les religieux exerçaient la justice haute, moyenne et basse. Barthélemy Raclet, François Tricalet, bachelier en droit et intendant des affaires du comte de Poitiers, Jean-François et Ferdinand Tricalet, ses neveux, achetèrent au roi Louis XIV le 21 août 1698 à titre d'engagement la seigneurie de Taxenne".
Jean-François Catherin Tricalet, écuyer, devint seigneur incommutable de ce village par un échange qu'il fit avec le Roi le 12 juillet 1763 contre une redevance dans les salines de Salins. Le four banal appartenait en 1789 à M.Pautenet, Seigneur de Verreux. L'église dépendait de la paroisse de Vitreux. Il y avait une chapelle dédiée à Saint Léger qui sert actuellement d'église. Elle se compose d'un clocher, d'une nef, d'un chœur et d'une sacristie. On remarque quatre pierres tombales dans le chœur: Victor Catherin Tricalet de Taxenne, mort le 21 novembre 1818, Claude François Catherin Tricalet de Taxenne, mort le 6 mars 1826, Catherin Tricalet de Taxenne, dernier seigneur de ce lieu, mort le 2 avril 1834 et Denise Catherine de Mayrot son épouse.

## Politique et administration
| Période   | Période   | Identité          | Étiquette | Qualité                                            |
| --------- | --------- | ----------------- | --------- | -------------------------------------------------- |
| mars 2001 | mars 2008 | Daniel Duvernois  | DVD       |                                                    |
| mars 2008 | mars 2014 | Véronique Bonnard |           |                                                    |
| mars 2014 | En cours  | Ludovic Duvernois | SE        | Agriculteur, suppléant du conseiller départemental |

## Démographie
L'évolution du nombre d'habitants est connue à travers les recensements de la population effectués dans la commune depuis 1793. Pour les communes de moins de 10 000 habitants, une enquête de recensement portant sur toute la population est réalisée tous les cinq ans, les populations de référence des années intermédiaires étant quant à elles estimées par interpolation ou extrapolation. Pour la commune, le premier recensement exhaustif entrant dans le cadre du nouveau dispositif a été réalisé en 2008.

En 2022, la commune comptait 125 habitants, en évolution de +20,19 % par rapport à 2016 (Jura : −0,81 %, France hors Mayotte : +2,11 %).
| 1793 | 1800 | 1806 | 1821 | 1831 | 1836 | 1841 | 1846 | 1851 |
| ---- | ---- | ---- | ---- | ---- | ---- | ---- | ---- | ---- |
| 210  | 240  | 207  | 278  | 288  | 308  | 283  | 279  | 269  |

| 1856 | 1861 | 1866 | 1872 | 1876 | 1881 | 1886 | 1891 | 1896 |
| ---- | ---- | ---- | ---- | ---- | ---- | ---- | ---- | ---- |
| 277  | 266  | 284  | 262  | 245  | 240  | 229  | 197  | 185  |

| 1901 | 1906 | 1911 | 1921 | 1926 | 1931 | 1936 | 1946 | 1954 |
| ---- | ---- | ---- | ---- | ---- | ---- | ---- | ---- | ---- |
| 176  | 135  | 134  | 128  | 115  | 93   | 104  | 84   | 81   |

| 1962 | 1968 | 1975 | 1982 | 1990 | 1999 | 2006 | 2008 | 2013 |
| ---- | ---- | ---- | ---- | ---- | ---- | ---- | ---- | ---- |
| 83   | 67   | 45   | 70   | 97   | 97   | 95   | 95   | 95   |

| 2018 | 2022 | - | - | - | - | - | - | - |
| ---- | ---- | - | - | - | - | - | - | - |
| 114  | 125  | - | - | - | - | - | - | - |

## Lieux et monuments
- Ancienne exploitation viticole, le château qui a est progressivement rénové depuis 2001 grâce au soutien de la Fondation du patrimoine dispose d'un parc boisé de 7 hectares et comporte un colombier et un four banal.
- L'église Saint-Léger avec son clocher comtois
- Le lavoir-abreuvoir en forme de fer à cheval.

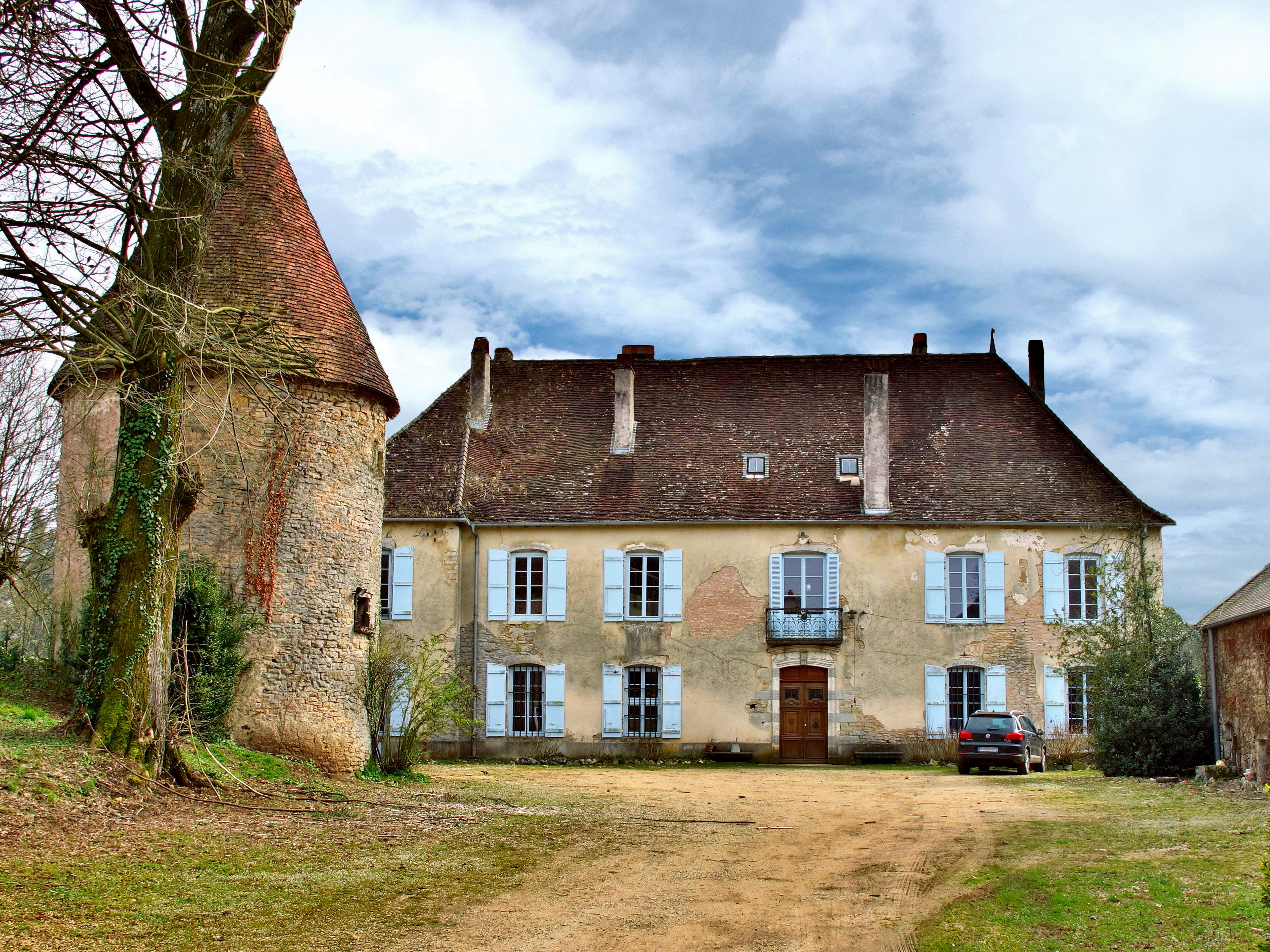
Le château et son colombier.
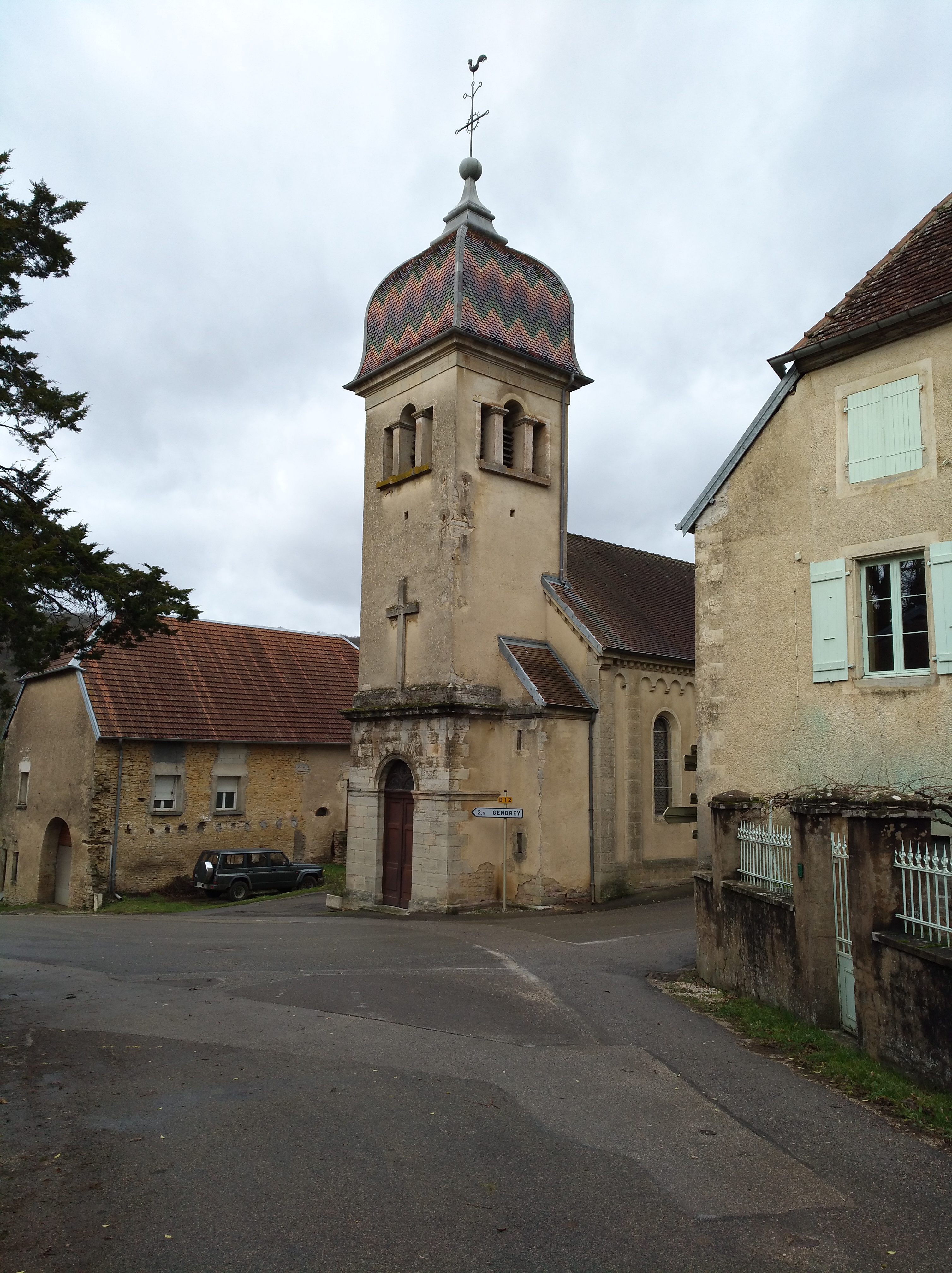
Le clocher de l'église.
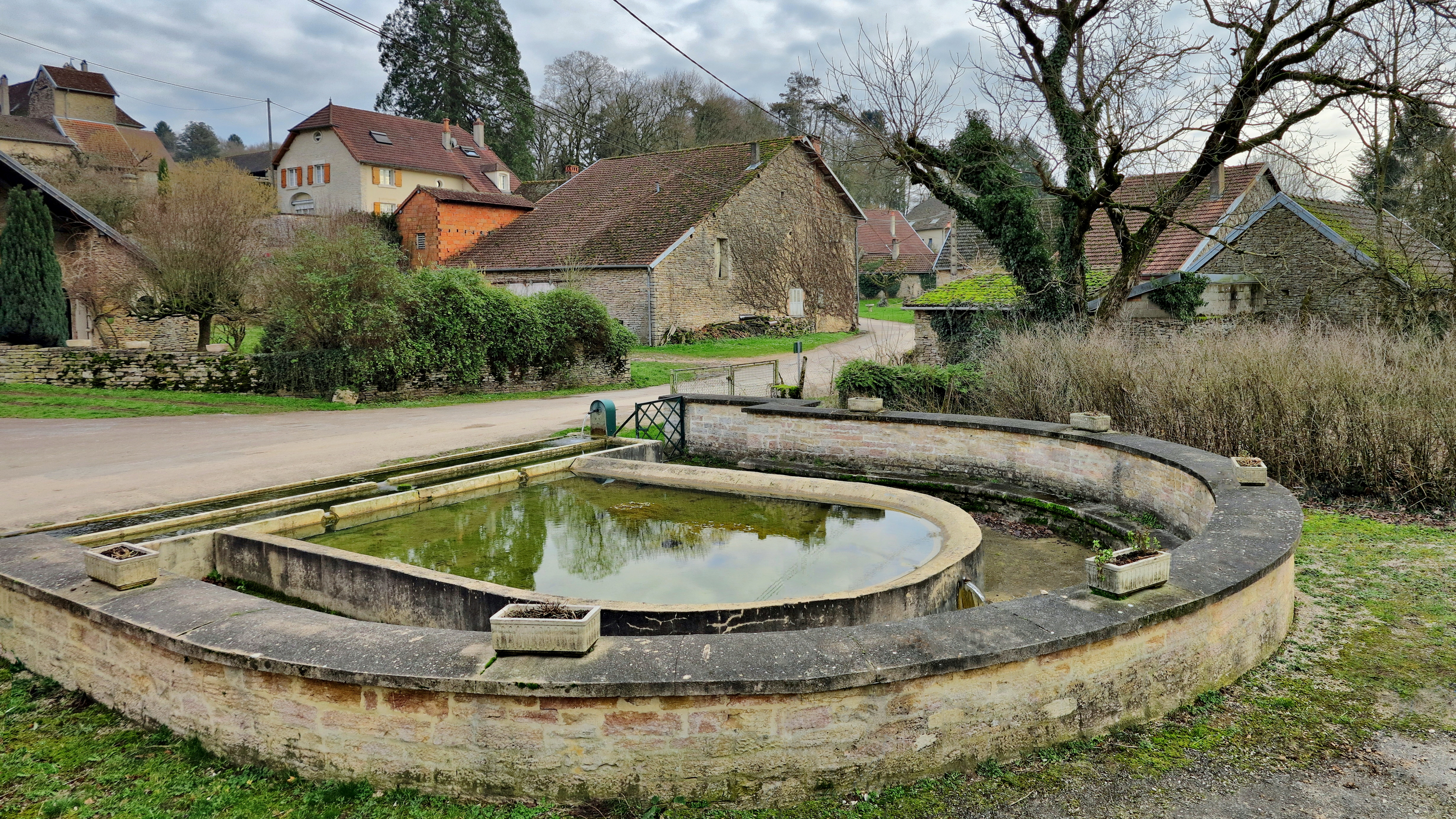
Le lavoir-abreuvoir.